# Amelia Horne
Amelia Anne (Amy) Horne, född 1839 i Calcutta, död 1921, var en brittisk memoarförfattare.
Hon var dotter till militären (master mariner) Frederick Horne och Emma Horne och blev sedan styvdotter till militären John Hampden Cook. Hon bosatte sig 1856 i Lucknow med sin mor och styvfar. När Sepoyupproret bröt ut 1857 befann hon sig i Kanpur och var med om belägringen av Cawnpore. När britterna besegrades var hon med om Kanpurmassakern, då britterna massakrerades vid floden. Efter massakern fördes de flesta kvinnor och barn som överlevde som fångar till huset Bibighar, där de senare dödades i Bibigharmassakern. Amelia Horne blev dock tillfångatagen av en sowar (indisk soldat) som förde henne till sitt hem som sin personliga fånge. Hon tvingades där leva i ett äktenskap med denne. När upproret hade slagits ned, tilläts hon återvända till sin familj i Calcutta. 
Hennes fångenskap ansågs vara en skamlig skandal och vid sin återkomst gifte hennes familj genast bort henne med en äldre järnvägstjänsteman, William Bennett (d. 1877), och födde ett barn "mindre än ett år" efter giftermålet. Hennes erfarenhet blev berömd då den beskrevs för guvernör Lord Canning år 1858 och sedan publicerades i The Times. 
År 1872 vittnade hon i Lucknow i en rättegång mot Maulvi Liaquat Ali, där hon vittnade till dennes förmån och uppgav att han hade räddat henne under massakern. Hon skrev två biografier om sina erfarenheter under Sepoyupproret: den första 1858 under namnet Mrs Amy Haines, och den andra som Amelia Bennett, vilken publicerades i The Nineteenth Century and After 1913. 
Amelia Horne var berömd för sina erfarenheter under Sepoyupproret. Medan upproret pågick förekom många rykten om övergrepp mot brittiska kvinnor, något som mobiliserade britterna mot upproret, men när upproret väl var nedslaget tystades alla sådana rykten ned, eftersom det ansågs skamligt för brittiska kvinnor att ha blivit våldtagna av indier. Amelia Hornes vittnesmål var ett av mycket få som fanns om en brittisk kvinna som blivit utsatt för ett sexuellt övergrepp. 
En handfull britter överlevde Satichaura Ghat-massakern och undgick att hamna i Nana Sahibs fångenskap genom att tillfångatas och föras bort av privatpersoner, så som Ulrica Wheeler, Amelia Horne, trumslagarhustrurna Eliza Bradshaw och Elizabeth Letts, och Eliza Fanthome.